# Міст Френсіс Скотт Кі
Міст Френсіс Скотт Кі (англ. Francis Scott Key Bridge) до 1977 р. відомий як Міст Зовнішньої гавані, або Міст Кі або Міст кільцевої дороги — колишній сталевий арковий суцільний кроквяний міст, що був перекинутий через нижню течію річки Патапско та зовнішню гавань/порт Балтимора. 
Мостом прямувала автострада Maryland Route 695 до Балтимору, штат Мериленд, США. 
Основний проліт 366 м був третім за довжиною у світі прольотом будь-якої суцільної ферми. 

Це був найдовший міст в агломерації Балтимора. 
26 березня 2024 року о 01:28 опівночі EDT (UTC–4) міст обвалився після того, як контейнеровоз Dali під прапором Сінгапуру зіткнувся з одним з його биків. 

## Спорудження
Проєкт було профінансовано коштом випуску облігацій на суму 220 мільйонів доларів США (еквівалент 1,9 мільярда доларів у 2023 році) разом із будівництвом мосту через Чесапікську затоку в жовтні 1968 року.

## Експлуатація і руйнування

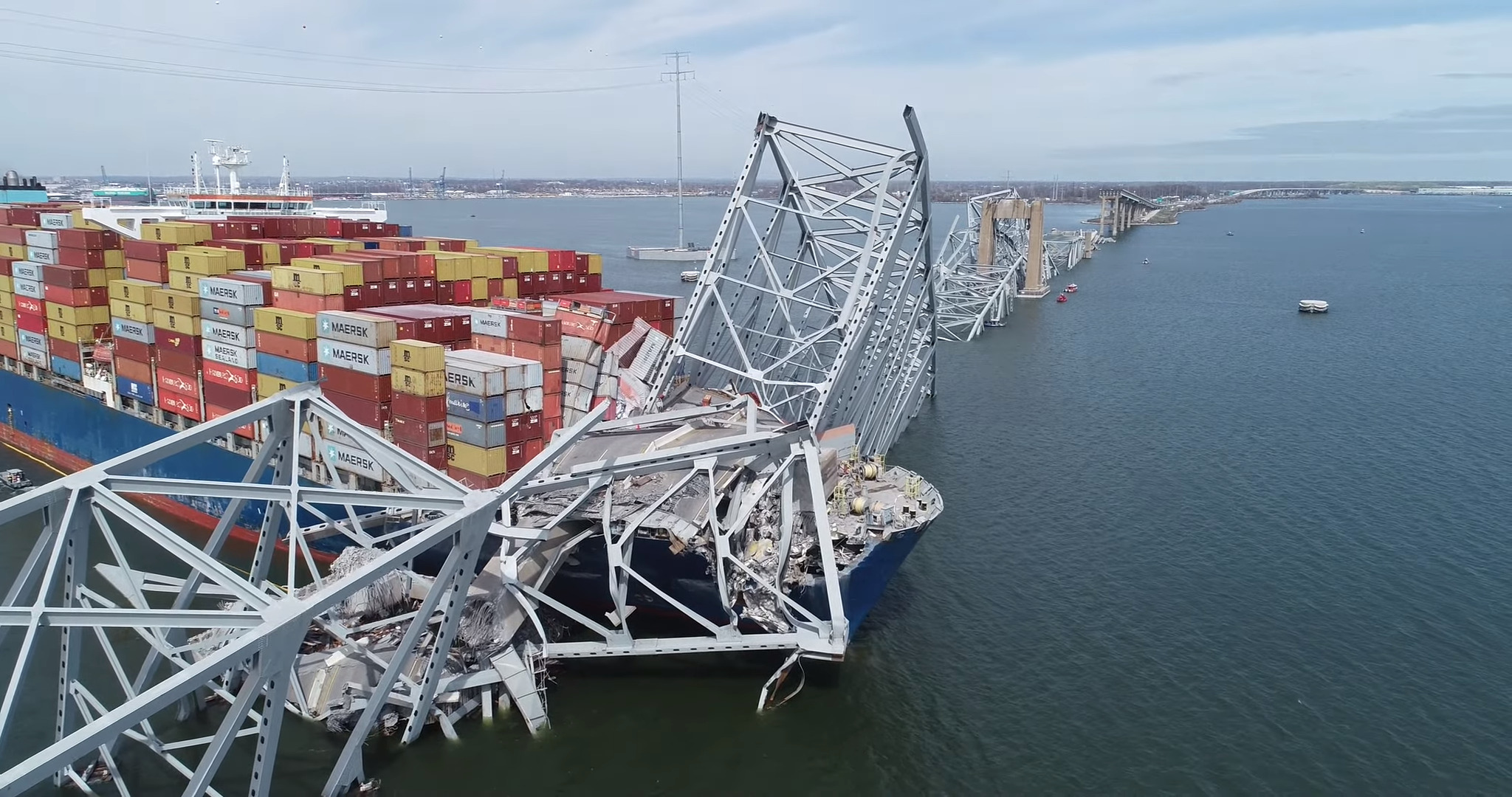
Зруйнований міст

Міст було відкрито у березні 1977 року та зруйновано 26 березня 2024 року, найменовано на честь поета-аматора Френсіса Скотта Кі (1779–1843), автора американського національного гімну «Прапор, усіяний зірками» . 
Міст був найдовшим із трьох платних перетинів Балтиморської гавані, двох тунелів і одного мосту. 
Після завершення будівництва мостова конструкція та підходи до неї стали останніми ланками міжштатної магістралі 695, «Балтиморської кільцевої дороги», завершивши проект, який тривав два десятиліття. 
Попри вивіску I-695, міст офіційно вважався частиною системи автомобільних доріг штату та отримав назву Maryland Route 695. 

Міст мав довжину 2632 м і ним курсувало приблизно 11,5 мільйонів транспортних засобів щорічно. 
Мостом прямували вантажівки з небезпечними речовинами, оскільки HAZMAT заборонені в тунелях Балтимор-Харбор і Форт-Мак-Генрі.
Міст Кі був платним об'єктом, яким керувала транспортна служба Меріленда (MDTA). 
Ставка збору за проїзд легкових автомобілів на 1 липня 2013 року становила 4,00 дол. 
Міст був частиною системи E-ZPass і мав дві виділені смуги E-ZPass на платній ділянці як у північному, так і в південному напрямках. 
З 30 жовтня 2019 року оплату проїзду мостом можна було здійснити тільки безготівково 